# نوبویوکی کوبوشی
نوبویوکی کوبوشی (انگلیسی: Nobuyuki Kobushi؛ زادهٔ ) صداپیشه اهل ژاپن است.